# Пад (ТВ серија) (1. сезона)
Прва сезона драмске телевизијске серије Пад (ТВ серија) емитована је oд 21. јануара до 12. фебруара 2023. на Суперстар ТВ. 
Прва сезона се састоји од 8 епизода.

## Радња
Настала по мотивима истоименог аутобиографског романа популарног глумца Жарка Лаушевића, серија Пад кроз 8 епизода нуди узбудљив и драмски потентан осврт на живот и каријеру глумца Ивана Маслаћа.
Прича почиње касно увече, јула 1993 године, у тренутку када два брата, Иван и Стојан стижу до стана свог ујака, недалеко од места на коме се у Подгорици управо десио сукоб са трагичним последицама.
Прича се наставља у истражном затвору Спуж.
Паралелно, упознајемо однос Ивана и његовог оца Николе, озбиљног и рационалног човека, са којим Иван од детињства има компликован однос.
Ове две приче се усложњавају и проширују, осветљавајући с једне стране заводљив живот једне од највећих глумачких звезда Југославије, али и мрачну страну деведесетих, корумпирано судство, затворски полусвет..
Галерија живописних ликова које Иван среће у затвору, лопови, криминалци, убице, политички затвореници, атмосфера деведесетих у којима су се све друштвене и моралне вредности доводиле у питање, кључни ломови његовог интимног живота, однос с најближим рођацима, породицом, пријатељима, сцене из судница, однос према слави али и популарности...

## Епизоде
| Бр. еп. (укупно) | Бр. еп. (у сезони) | Наслов                     | Редитељ       | Сценариста                       | Премијера         |
| --- | ------------------ | -------------------------- | ------------- | -------------------------------- | ----------------- |
| 1 | 1                  | Уметност је илузија        | Бојан Вулетић | Бојан Вулетић и Петар Михајловић | 21. јануар 2023.  |
| У време почетка рата у Југославији, 1993. године, Иван Маслаћ са породицом долази из Београда у Подгорицу, град у ком је одрастао да, као успешан југословенски глумац, наступи на позоришној премијери. Након премијере, популарни глумац и његов брат Стојан одлуче да продуже у град несвесни да их уместо лаке забаве, у једном од подгоричких кафића, чека судбоносни преокрет који ће им заувек променити животе. Све се чинило као савршен дан, Иван Маслаћ имаће успешну позоришну представу, његов брат Стојан је добио коначно сталан посао, а родитељи су пресрећни због успеха своје деце. Пред премијеру Маслаћ добија телефонски позив у коме му прете да ће му заклати дете. Након представе Иван даје свој последњи интервју пред несрећни случај. Иван одлази са братом у град да се опусти, међутим након многих провокација и напада он вади пиштољ и почиње да пуца на све стране. Са братом одмах одлази код ујака и тражи помоћ. Иван завршава у затвору Спуж.                                      |                    |                            |               |                                  |                   |
| 2 | 2                  | Друга жртва пуцњаве        | Бојан Вулетић | Бојан Вулетић и Петар Михајловић | 22. јануар 2023.  |
| Иван се присећа трагедије из 1975. године када је током вожње са ујаком доживео саобраћајну несрећу. То је била једна од најтежих ствари које је доживео у животу. Али сада, он се суочава са још једном траумом: да је ухапшен и смештен у затвор. Говоре му да су двојица рањених и један мртав након пуцњаве. Иван не зна шта се тачно догодило, али зна да је одговоран. Смештен је у самици Спужа. Свестан да би могао ту да проведе дуго времена и то га је уплашило. Труди се да се прилагоди свом новом окружењу и да одржи свој мир и фокусира на своју ситуацију. Година 1980 - у Титограду видимо како је упознао своју садашњу супругу. Његова супруга Сања му долази у посету и она му доноси вести изван затвора и о њиховом сину. Након тога му долази и његов ујак који му саопштава да је и други упуцани преминуо. У посету долази и адвокат Ратко Вукчевић који ће га заступати. Иван сазнаје да су и његовог брата Стојана пребацили у затвор због чега се осећа кривим и беспомоћним...              |                    |                            |               |                                  |                   |
| 3 | 3                  | Најбољи глумац Југославије | Бојан Вулетић | Бојан Вулетић и Петар Михајловић | 28. јануар 2023.  |
| Прошло је 28 дана од пуцњаве у кафићу у којој је Иван учествовао. Његов адвокат Ратко жели да одмах иду пред лекарску комисију како би утврдили да је Иван био жртва потреса мозга, што би био доказ да је био нападнут. Након самоће и борбе, како унутар себе тако и са другима Иван бива премештен у групну ћелију са још шесторо затвореника, и брине се за свог брата Столета. Недељу дана касније, колеге из позоришта саопштавају Ивану да је добио награду Златна призма за најбољег глумца Југославије у Београду. Напокон, уз помоћ старог познаника, такође затвореника, успева да оствари минималну комуникацију са братом. Иван је у шоку кад добије информацију од свог брата Столета да је и он пуцао у вис. Мајка, отац и ујак Ивана долазе му у посету како би му пружили подршку. Иван жели да се Сања и њихов син врате за Београд. Он се нада да ће се ускоро суочити са истином и добити правду. Иван и његов брат Стојан одведени су на вештачење у Београд, без могућности да размене макар реч... |                    |                            |               |                                  |                   |
| 4 | 4                  |                            | Бојан Вулетић | Бојан Вулетић и Петар Михајловић | 29. јануар 2023.  |
| Иван борави у Централном затвору, његова подсвест све више игра игрице са његовом свешћу. Некада је у ово затвору, у собама и ходницима снимао филм, а сада шета са лисицама присећајући се свог некадашњег живота. Више ни сам није сигуран шта је истина, шта је лик, а шта дело. У процес утврђивања Ивановог стања укључују се и доктори. |                    |                            |               |                                  |                   |
| 5 | 5                  |                            | Бојан Вулетић | Бојан Вулетић и Петар Михајловић | 4. фебруар 2023.  |
| Иваново психичко стање по повратку у Спуж бива све горе и горе, упоредо са флешбековима прошлости, али и сцене немилог догађаја. Пред први излазак на суд, Иванова жена, Сања приморана је да себе и дете склони, како би их заштитила што отвара Иванову породичну драму. Иван осећа унутрашњи притисак, борба коју води сам са собом све је тежа и тежа, али и притисак јавности и породице жртава... |                    |                            |               |                                  |                   |
| 6 | 6                  |                            | Бојан Вулетић | Бојан Вулетић и Петар Михајловић | 5. фебруар 2023.  |
| Након што је нови судија одлучио да тражи друго вештачење, Иван је поново у Београду. Ситуација са штрајком адвоката и његов непланирано продужени боравак у Београду га терају на одлуке које ће довести до све бржег психичког али и физичког пропадања. И даље је присутна велика пажња и све оштрији притисак медија. Иванова породица немоћна је у својој бризи за њега. |                    |                            |               |                                  |                   |
| 7 | 7                  |                            | Бојан Вулетић | Бојан Вулетић и Петар Михајловић | 11. фебруар 2023. |
| Иванов адвокатски тим се мења и чини се да ствари почињу да се крећу на боље, међутим само на кратко. Коначно одлази на дуго очекивано коначно вештачење, али ипак резултат није онакав каквом се надао. Немогућност комуникације са својим ближњима утиче негативно на Иваново физичко и психичко стање. Иван полако почиње да слаже догађаје из прошлости који су га довели до немилог догађаја... |                    |                            |               |                                  |                   |
| 8 | 8                  |                            | Бојан Вулетић | Бојан Вулетић и Петар Михајловић | 12. фебруар 2023. |
| Следи Иванов повратак у подгорички затвор Спуж и почетак суђења. Иван се суочава са реконструкцијом догађаја, тешко подноси евоцирање сећања и док је између четири зида а камоли када се реконструкција одвија пред очима родитеља жртава. Решење драме се назире, али Иван више није сигуран да ли је протагониста или антагониста... |                    |                            |               |                                  |                   |